# Ain Mediouna
Ain Mediouna  (in arabo عين مديونة‎?) è un centro abitato e comune rurale del Marocco situato nella provincia di Taounate, regione di Fès-Meknès. Conta una popolazione di 15 770 abitanti (censimento 2014).